# Sagittaria montevidensis
Sagittaria montevidensis är en svaltingväxtart som beskrevs av Adelbert von Chamisso och Diederich Franz Leonhard von Schlechtendal. Sagittaria montevidensis ingår i släktet pilbladssläktet, och familjen svaltingväxter.

## Underarter
Arten delas in i följande underarter:
- S. m. calycina
- S. m. montevidensis
- S. m. spongiosa

## Bildgalleri

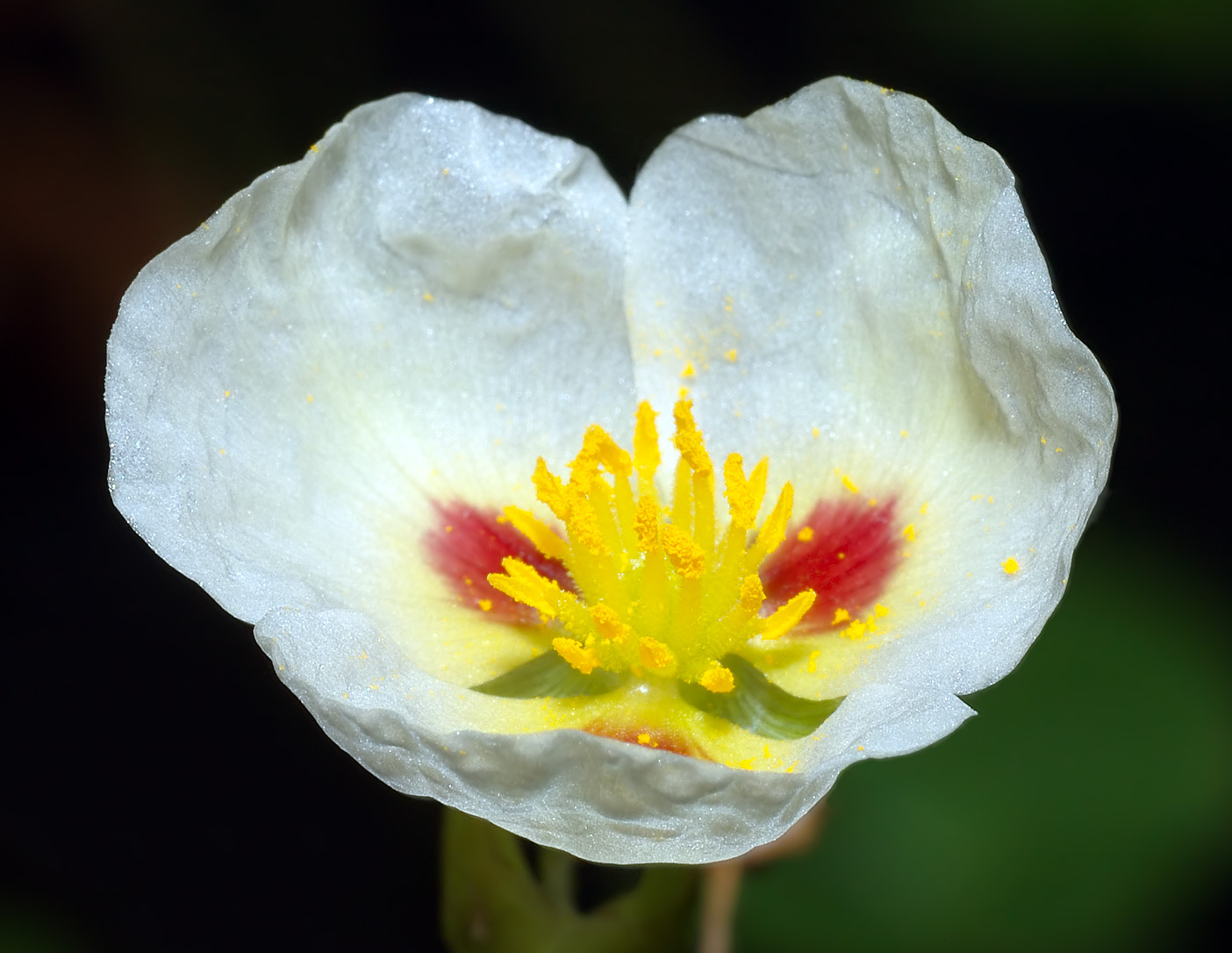
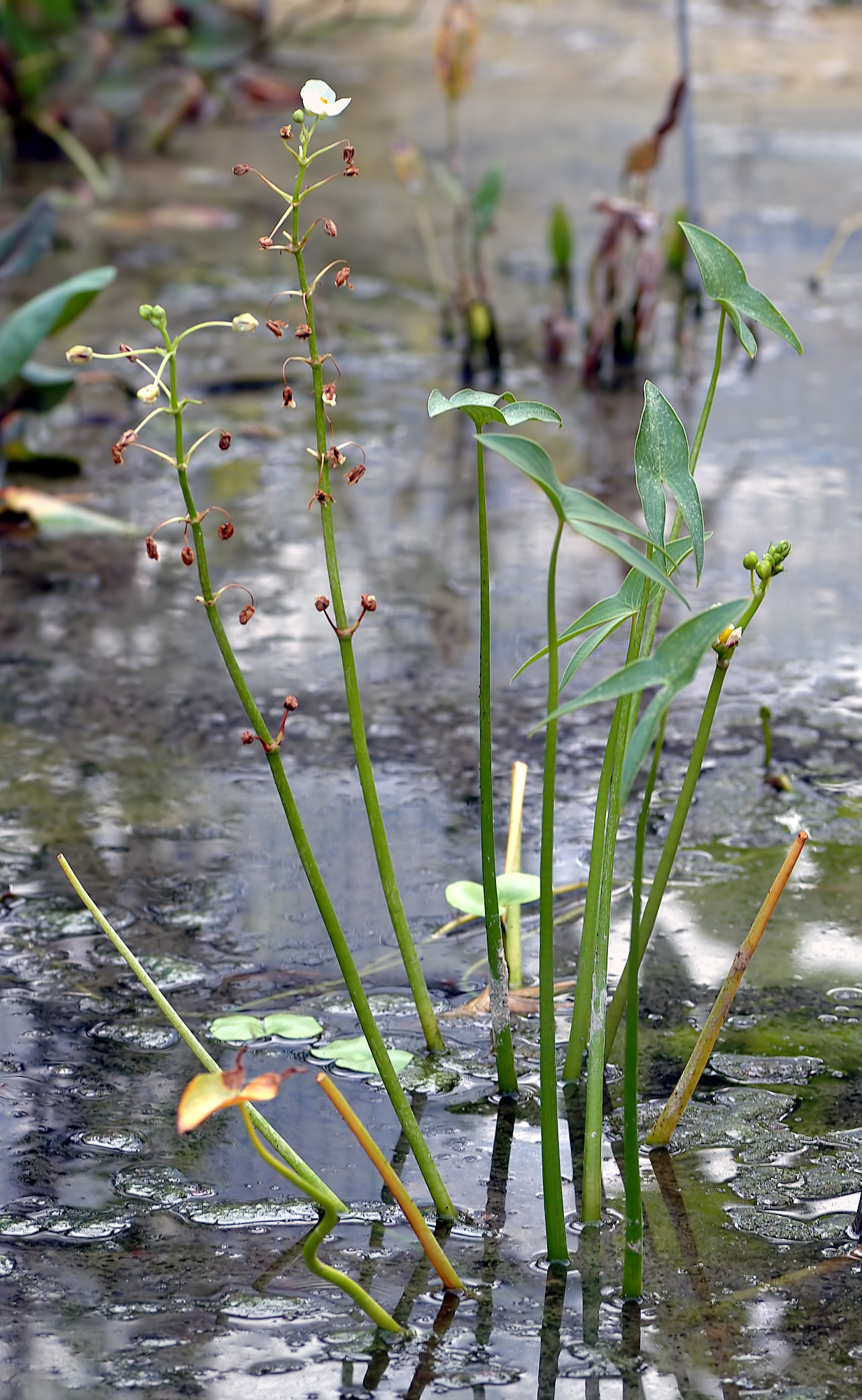
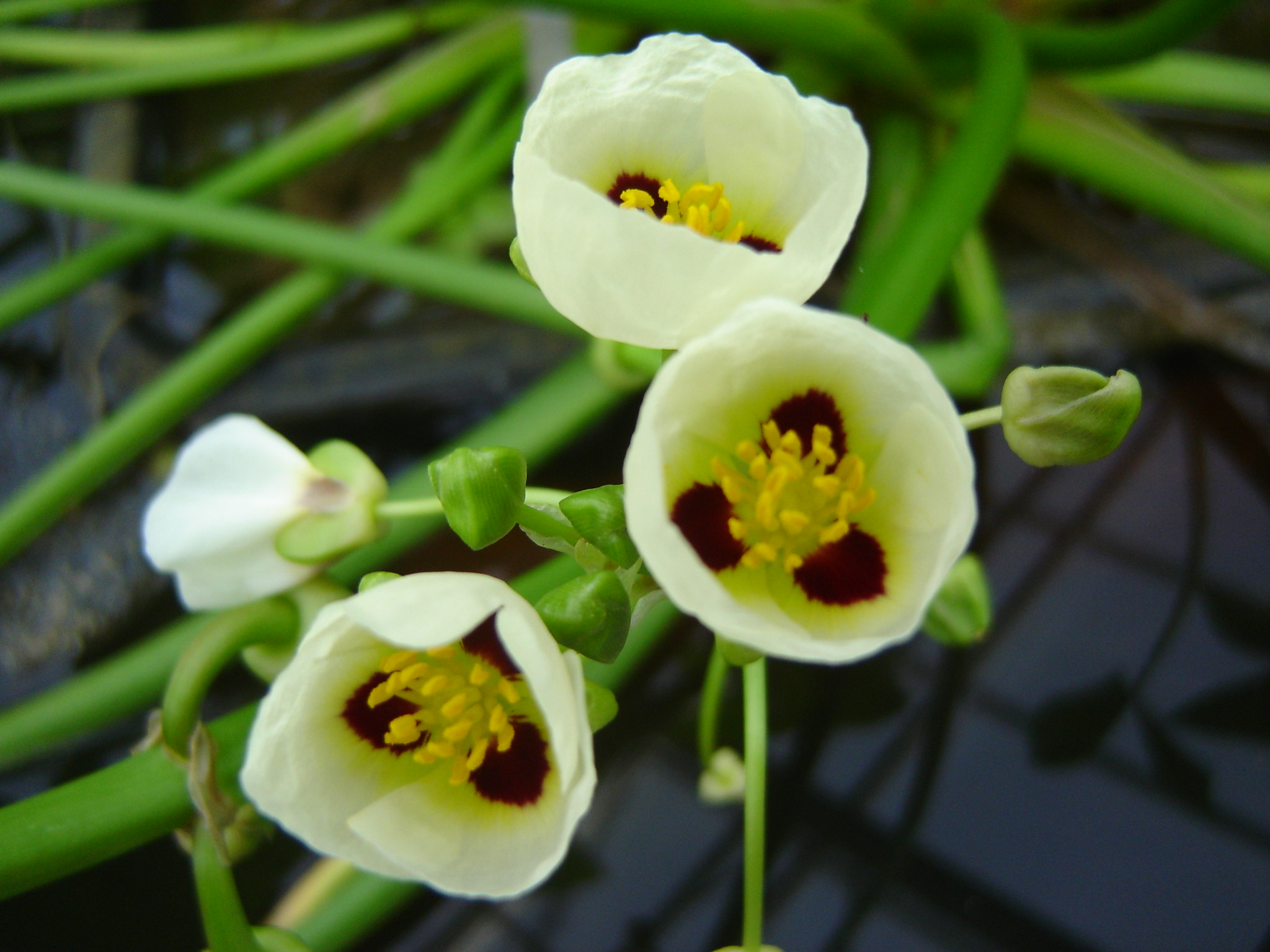
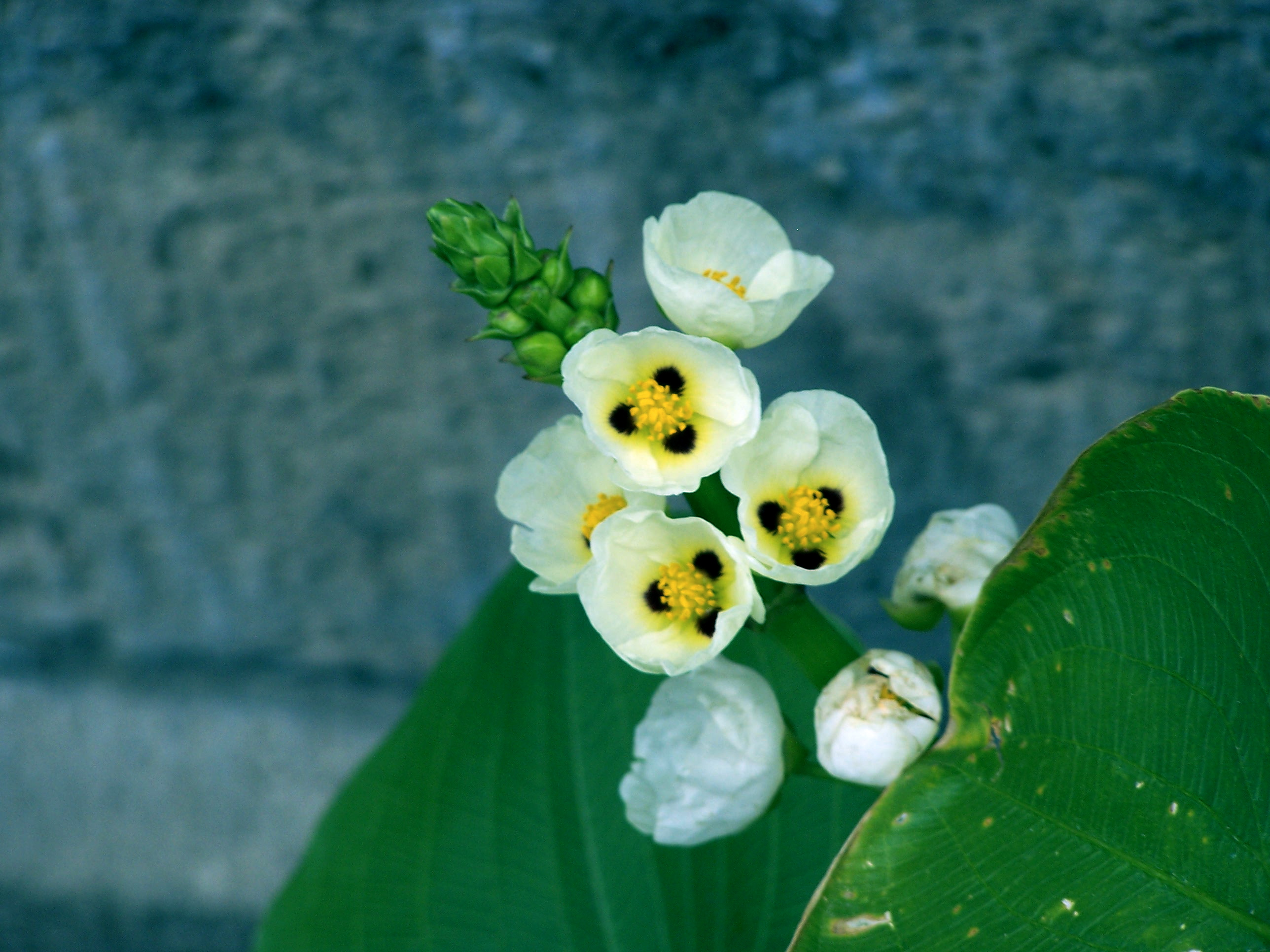
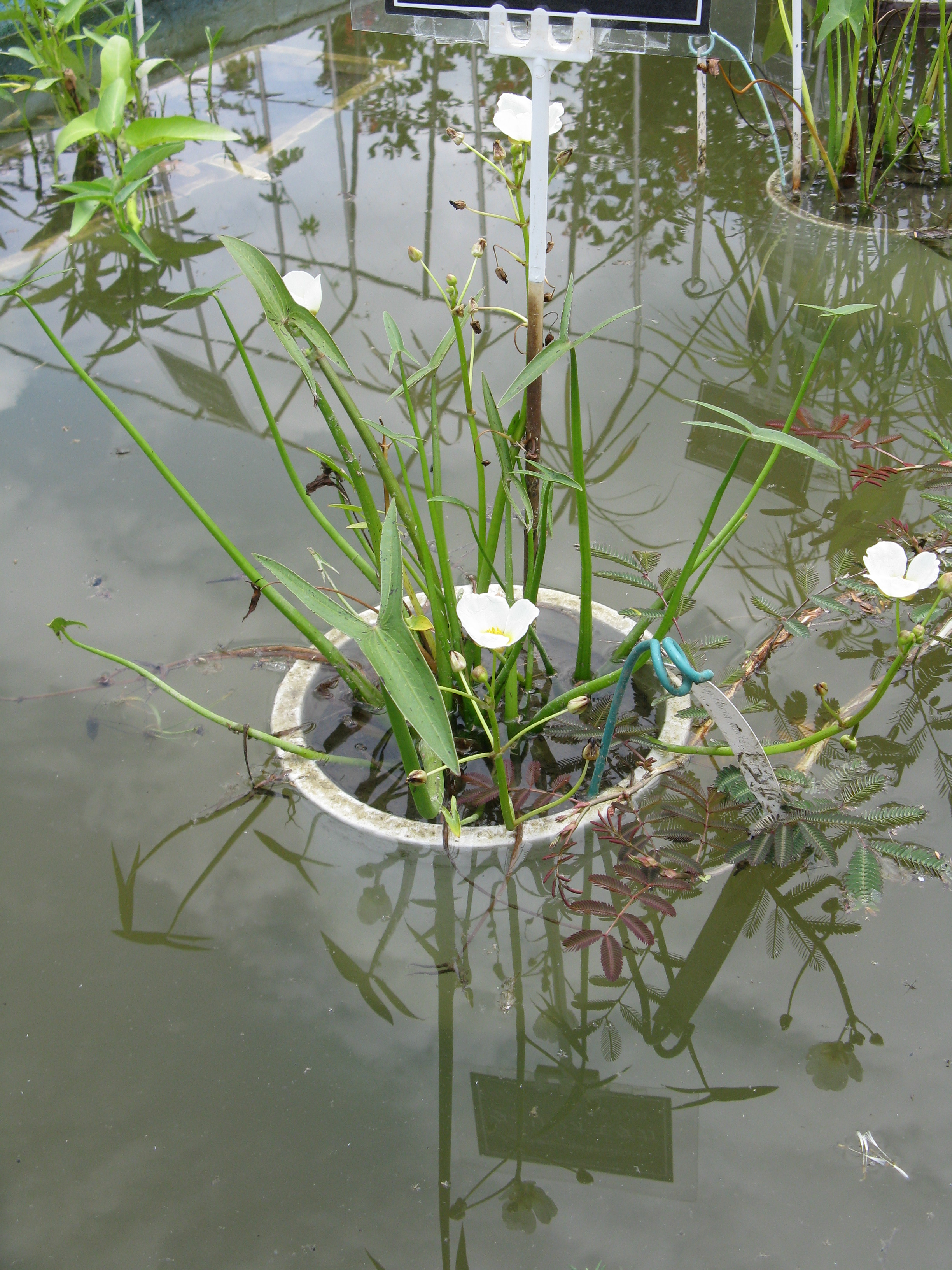
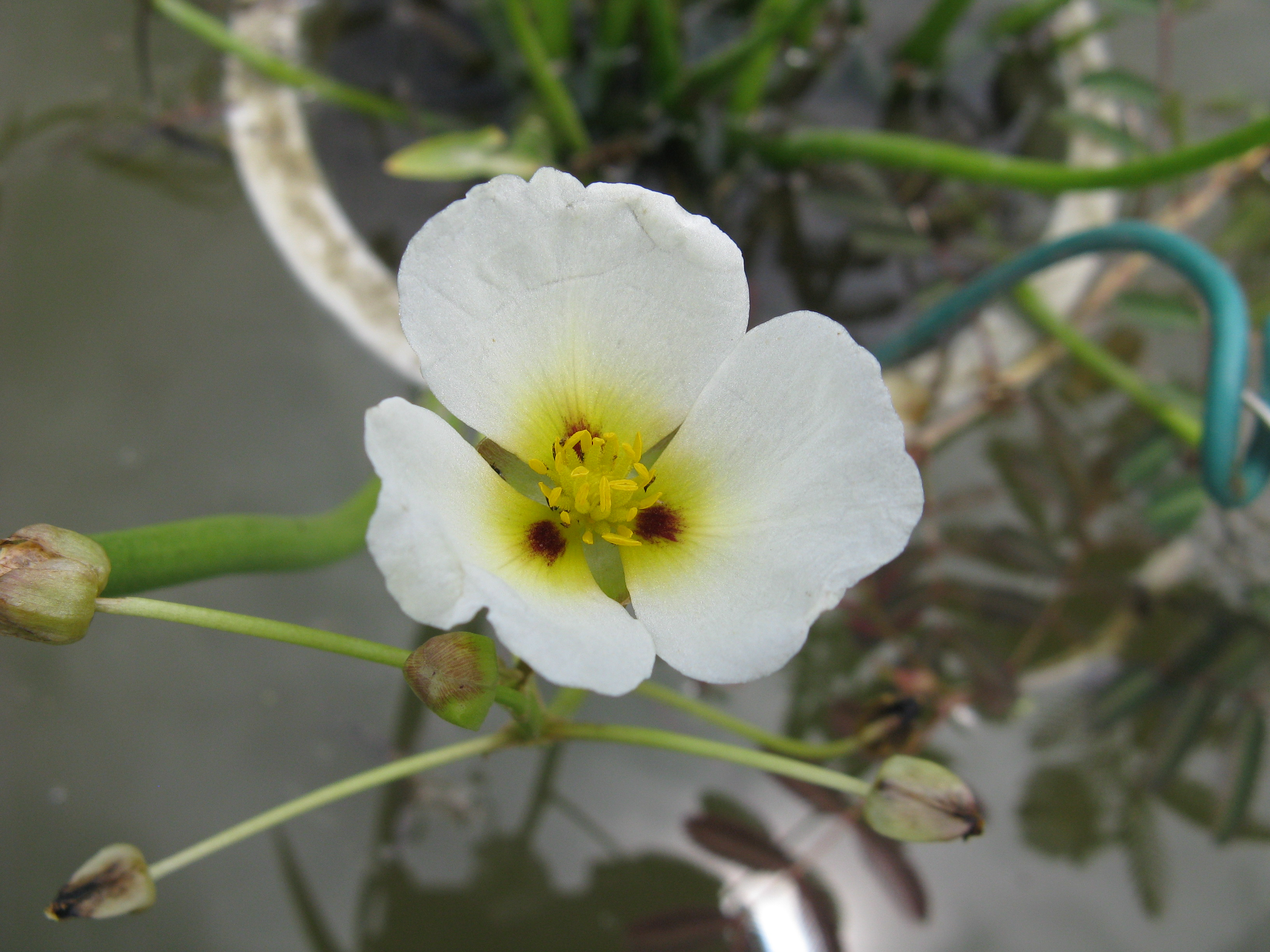